# The Tribe
The Tribe är en postapokalyptisk nyzeeländsk TV-serie från år 1999–2003. Stora delar av serien har spelats in i och runt staden Wellington.

## Om serien
I The Tribe har ett virus utrotat alla vuxna på Jorden och de överlevande barnen och ungdomarna måste bygga upp ett eget samhälle. Det visar sig att det bästa sättet att göra detta är att gruppera sig i olika stammar, "tribes". De lever i en värld där många livsviktiga faktorer som vatten och elektricitet inte längre finns och de måste själva komma på hur man ska starta systemen igen.
TV-serien är indelad i fem säsonger. Genom dem får man följa en av stammarna, "The Mallrats" (galleriaråttorna), som går igenom flera svåra perioder tillsammans. Genom denna grupp av vilsna ungdomars perspektiv får vi se alla problem deras stad utsätts för. Totalt fem DVD-boxar med 52 avsnitt vardera har släppts i Europa. Serien har givit upphov till flera böcker och musiken från The Tribe har släppts på två CD-skivor. 
Det finns en fristående uppföljare till The Tribe som är riktad mot en lite yngre publik, The New Tomorrow.
The Tribe:s skapare Harry Duffin och Raymond Thompson har även skrivit en bok som heter Blood of Judas. Boken är riktad mot vuxna (till skillnad från tv-serien som hade tonåringar som målgrupp) och präglas av större realism och vuxnare språk. Boken utspelar sig före och samtidigt som händelserna i säsong 1.

## Viktiga skådespelare/rollfigurer i The Tribe
- Meryl Cassie - Ebony
- Caleb Ross - Lex
- Antonia Prebble - Trudy
- Michelle Ang - Tai-San
- Dwayne Cameron - Bray
- Victoria Spence - Salene
- Michael Wesley-Smith - Jack
- Daniel James - Martin/Zoot
- Jaimee Kaire-Gataulu - Cloe
- Beth Allen - Amber/Eagle
- Jennyfer Jewell - Ellie
- Ashwath Sundaresan - Dal
- Fleur Saville - Ruby
- Amy Morrison - Zandra
- Megan Alatini - Java
- Monique Cassie - Siva
- Laura Wilson - May
- Nick Miller - Pride
- Sarah Major - Patsy
- Dan Weekes-Hannah - Ved
- Zachary Best - Paul
- Kelly Stevenson - Dee
- James Napier - Jay
- Tom Hern - Ram
- Jacinta Wawatai - Mouse
- Lucas Hayward - Sammy
- Calen Maiava-Paris - Mega/Josh
- Matt Robinson - Slade
- Vicky Rodewyk - Gel
- Joseph Crawford - Darryl
- Beth Chote - Lottie
- Ari Boyland - K.C.
- Ryan Runciman - Ryan
- Damon Andrews - The Guardian
- Ella Wilkis - Danni
- Vanessa Stacey - Alice
- Jacob Tomuri - Lt. Luke
- Bevin Linkhorn - Ned
- James Ordish - Andy
- Amelia Reynolds - Tally
- Sam Kelly - Hawk
- Jason Gascoigne - Wizard
- Keegan Fulford-Wierzbicki - Glen
- David Taylor - Sasha
- Georgia-Taylor Woods - Brady[2]

## Säsongernas inspelningsår
- Säsong 1 - 1999
- Säsong 2 - 1999
- Säsong 3 - 2000
- Säsong 4 - 2001
- Säsong 5 - 2002-2003

### Fotnoter
1. ↑  läs online, www.tv.com .[källa från Wikidata]
2. ↑  IMDb - Georgia-Taylor Woods Läst 9 augusti 2018.